# National Media Group
National Media Group (NMG) est une société de presse privée russe. Le siège social est situé à Moscou.

## Conseil public
CJSC National Media Group a été créé en février 2008 en combinant les actifs médiatiques de JSB Rossiya OJSC, Alexey Mordashov, Surgutneftegaz OJSC et le groupe d'assurance Sogaz.
En mai 2008, le groupe a racheté 50,19 % des parts du quotidien national Izvestia au holding Gazprom-Media.
La holding a signé, en avril 2010, un accord d'option avec la holding luxembourgeoise RTL Group pour regrouper les activités de REN TV et Channel Five.
Rostelecom a racheté, en janvier 2011, 71,8 % du groupe à NMG. En février 2011, National Media Group a racheté 25 % de Channel One à la société Millhouse de Roman Abramovich.
En juin 2011, NMG a pris une participation de 30 % dans REN TV media holding de RTL Group. En échange, un investisseur étranger a reçu une participation de 7,5% dans NMG.
En juillet c'est la station de radio Russian News Service qui a été acquise auprès du holding de radio Russian Media Group. À partir de 2019, il est devenu évident que NMG n'envisageait pas de développer ses fréquences FM (107,0 FM à Moscou et 92,9 FM à Saint-Pétersbourg) et cherchait à revendre l'activité.
23,02 % du quotidien national Izvestia appartenant à IFD Capital a été par ailleurs acquis en avril 2013. En septembre, RTL Group a annoncé son intention de céder sa participation dans NMG (7,5%), quittant ainsi la Russie,.
Three Crowns, qui publie le journal Metro Saint Petersburg passa dans son giron en octobre.
En août 2015, NMG, en collaboration avec Discovery Networks, a annoncé la création de Media Alliance, qui, début 2016, avait acquis onze chaînes de télévision de la chaîne de télévision américaine Discovery (dont Discovery Channel, TLC, Animal Planet et Eurosport ), douze russes -les versions linguistiques des chaînes de télévision Viasat (en cours d'acquisition) et trois chaînes de télévision du groupe Turner. Ainsi, l'entreprise est devenue propriétaire de 20% de l'audience du marché de la télévision payante en Russie, sans investissement supplémentaire, uniquement grâce à la loi sur les médias de masse adoptée en 2014, selon laquelle les étrangers ne peuvent détenir plus de 20 % dans entreprises médiatiques à partir de 2016,.
En mars 2016, la holding médiatique a racheté 25 % des actions de CJSC Sport-Express, fondateur de l'un des plus grands journaux sportifs russes Sport-Express.
Au printemps 2016, NMG est devenu le fondateur de la National Advertising Alliance (NRA) avec une part de 25%.
En juin 2016, dans le cadre de la restructuration de l'activité russe des chaînes de télévision payantes, NMG a racheté une part de Synergy LLC, devenant ainsi le détenteur du bouquet principal du groupe média Viasat Russie à hauteur de 80 %, en collaboration avec le groupe international Viasat World,.
En mars 2017, l'acquisition porta sur AmberData, qui analyse les données des utilisateurs sur Internet et développe une plateforme de gestion des données des utilisateurs anonymisées sur Internet (Data Management Platform, DMP).
Le 2 juin 2017, fut lancé le centre d'information multimédia Izvestia, producteur et fournisseur d'informations pour les chaînes du groupe (REN TV et Channel Five),.
En juin 2017, NMG a annoncé la création, en collaboration avec CTC Media, d'une agence de vente de publicité Everest LLC (51% - NMG CJSC, 49% - CTC Media LLC), ainsi que Art Pictures Distribution (LLC « Art Pictures Distribution »), société spécialisée dans l'achat et la monétisation de la bibliothèque de droits sur les contenus (propriété : 51% détenue par CJSC NMG, 49% - LLC STS Media).
En février 2018, NMG est devenu copropriétaire des chaînes de télévision Sony Pictures en Russie. En août, NMG a acquis 4 % des actions de Channel One auprès de la société de Roman Abramovich, prenant ainsi le contrôle de 29 % de la chaîne. En octobre, le holding médiatique a enregistré la société de films NMG Studio pour investir dans des projets de contenu russe. En décembre, un consortium de National Media Group et de VTB a conclu un accord pour acheter 75 % de CTC Media à la structure d'Ivan Tavrin.
En avril 2019, NMG a conclu l'accord pour acquérir 50 % d'Art Pictures Studio. La partie à la transaction était NMG Studio, qui investit NMG dans des projets cinématographiques. NMG a acquis une part de l'un des fondateurs d'Art Pictures Studio, Dmitry Rudovsky, qui continuera à coopérer avec la société en tant que l'un des producteurs d'un certain nombre de projets. La part du deuxième actionnaire, Fyodor Bondarchuk, restera à 50 %.
Le 24 juin 2021, les chaînes de télévision Sony Pictures Television International ont été fermées, tandis que sur leur base les chaînes de télévision de la société Media-Telecom détenue par NMG commençaient à diffuser,.

## Les propriétaires
En 2009, Severstal détenait 26% des actions de NMG, en 2015, Sogaz en détenait 21,22%, Bank Rossiya fin 2012 - 35,5 %, au 30 mars 2016, Surgutneftegaz - 23,98 %.

## Gestion

### Présidents
- Sergueï Foursenko (2008-2010)

### Directeurs généraux
- Sergueï Foursenko (2008)
- Mikhaïl Koncerev (2008-2009)
- Alexandre Ordjonikidze (2009-2016)
- Olga Paskina (2016-2021)[27]
- Svetlana Balanova (à partir de 2021)[28]

### Présidents du conseil d'administration
- Lioubov Soverchaeva (2008-2011)
- Alexeï Mordachov (2011-2012)
- Kirill Kovalchuk (2012-2014)
- Alina Kabaeva (depuis 2014)

## Activité
Début 2017, le chiffre d'affaires du holding médiatique National Media Group s'élevait à 30 milliards de roubles.
National Media Group possède les actifs suivants :
Télévision terrestre
- Canal 1 (49%)
- Canal 5 (72,4%)
- TV REN (82%) [30]
- chaîne de télévision 78
- Chaîne de télévision IZ. RU
- CTC Médias (49 %) [31] :
  - STS
  - Accueil
  - Ché
  - Amour STS
  - Canal 31

Télévision payante
- CTC Médias (49%)[31] :
  - STS Enfants
- Alliance média (80%)[32] :
  - Système de diffusion Turner :
    - Réseau de dessin animé
    - Boomerang
    - CNN

  - Découverte, Inc. :
    - Chaîne de découverte
    - Sciences de la découverte
    - CCM
    - Planète des animaux
    - Eurosport
    - DTX
    - Découverte de l'enquête
- Viasat Russie (80%)[33] :
  - Première VIP
  - Méga-hit VIP
  - Série VIP
  - Comédie VIP
  - TV1000
  - TV1000 cinéma russe
  - Action TV1000
  - Histoire de Viasat
  - Viasat Explorer
  - Viasat Nature
  - Viasat Sport HD
  - Viasat Nature-Histoire HD
  - Da Vinci
- Media-Telecom est une coentreprise entre Rostelecom et le National Media Group[34] :
  - Groupe Fox Networks :
    - RENARD
    - Vie de renard
    - Géographie nationale
    - Nat géo sauvage
    - BabyTV

  - Médias vedettes :
    - VERROUILLER
    - Cinéma étoilé
    - Famille d'étoiles

  - JSC Phoenix-Tver :
    - Phénix + Cinéma
    - Arme
    - blague à la télé

  - Télévision UFC
  - ... rouge
  - ... Noir
  - ... science-fiction

Ressources numériques et informationnelles
- MIC « Izvestia » (100%)
- Sport-Express (75%)[35]
- Métro-Pétersbourg (100%)
- Affaires Saint-Pétersbourg

Les technologies
- NMG Studio[36] est une société spécialisée dans le domaine de la production cinématographique.
- Studio de photos d'art (50%)
- Art Pictures Vision (80%) est un producteur de téléfilms et de séries.
- Art Pictures Distribution (51%)[37] est une société spécialisée dans l'achat et la monétisation d'une bibliothèque de droits de contenus.
- Studio "Hydrogène"
- Industrie (projet partenaire)[38] - école de cinéma et de télévision.
- Studio Métrafilms (25%)[39]
- Production de clé de voûte (25 %)[40]
- Agence de battage publicitaire (50%)[41]
- Vision médiatique des stars
- Mars Media Vision

Maison de vente et services
- Suite. TV est une plate-forme en ligne de diffusion en continu et de visionnage de contenu vidéo.
- Showcase TV (25%)[42] est une plate-forme unifiée de diffusion du contenu des chaînes de télévision fédérales sur Internet.
- AmberData (100%)[43] est une plateforme d'agrégation de gestion des données des utilisateurs sur Internet.
- LLC "Entertainment Online Service" (100%) - Opérateur Netflix en Russie[44],[45].

En 2008, dans le cadre de l'interaction des médias avec le public et le gouvernement, le Groupe national des médias a créé un organe de surveillance - le Conseil public, qui comprenait des personnalités culturelles, des politiciens et des représentants du monde des affaires russes. Alina Kabaeva a été présidente du conseil jusqu'en 2014.
- Everest (51%)[47] - agence de vente de publicité.
- National Advertising Alliance (25%)[48] - une plate-forme commerciale pour la vente de publicité.
- Media Business Solutions (51%)[31] est une société de services. Fournit des services de back-office pour NMG.